# SIPRNet

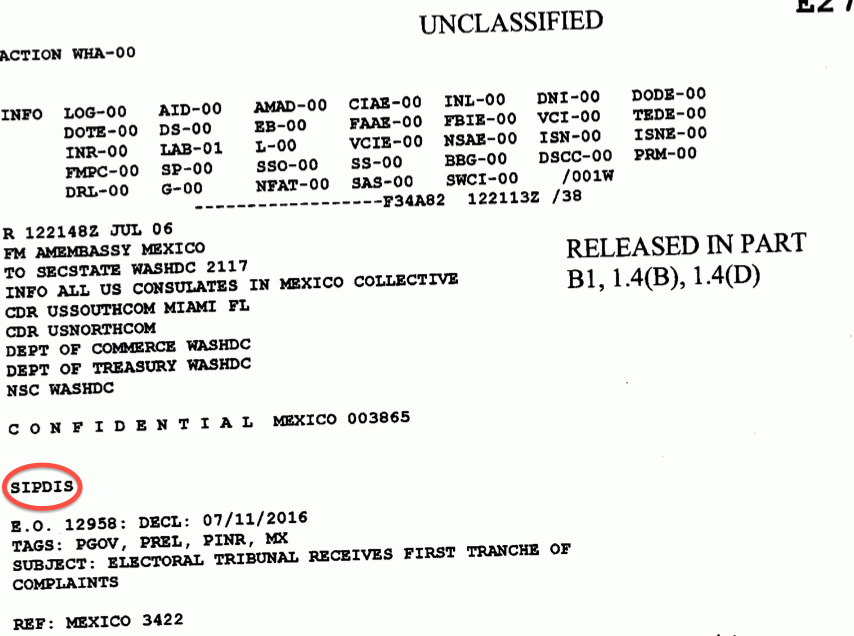
En-tête d'un télégramme non classifié du département d'État des États-Unis marqué d'une balise « SIPDIS » en rouge.

SIPRNet (Secret Internet Protocol Router Network) est un système reliant plusieurs réseaux informatiques utilisés par le département de la Défense des États-Unis (DoD) et le département d'État des États-Unis et servant à transmettre des données confidentielles jusqu'au niveau Secret (c'est-à-dire des informations qui, si elles étaient dévoilées, pourraient causer de sérieux dommages à la sécurité nationale). Toutes les communications circulant au niveau des protocoles TCP/IP sont dans un environnement dit « complètement sécurisé ». SIPRNet offre d'autres services, tels que les documents au format hypertexte et le courrier électronique. 
À l'intérieur du DoD, SIPRNet est l'équivalent d'Internet, réseau des réseaux à usage civil. NIPRNet sert à transmettre des informations sensibles mais qui ne sont pas classifiées. SIPRNet et NIPRnet sont surnommés SIPR (prononcé sipper) et NIPR (prononcé nipper).

## Histoire
SIPRNet remplace DSNET 1, le réseau de niveau Secret du Defense Data Network qui se basait sur la technologie ARPANET.

## Comparaison avec Internet
Sécurité exceptée, SIPRNet est très semblable à Internet pour l'usager. La différence la plus visible apparaît dans le nom des domaines : la plupart des adresses se terminent par .smil.mil ou .sgov.gov. Les ordinateurs ayant reçu l'autorisation de se connecter à SIPRNet, via un modem sécurisé ou un réseau local (LAN) sécurisé, peuvent :
- accéder à des pages web rédigés en HTML standard via un navigateur web standard ;
- échanger des fichiers via FTP ;
- échanger des courriels via SMTP via un client de messagerie standard.

Sur SIPRNet, toutes les données circulant entre les postes sécurisés doivent être chiffrées à l'aide de systèmes cryptographiques créés et approuvés par la NSA. Bien qu'il soit possible de transmettre sur Internet des paquets chiffrés provenant du SIPRNet (SIPR over NIPR), aucune connexion réseau n'est permise entre ces deux réseaux.